# Тхаосуранари

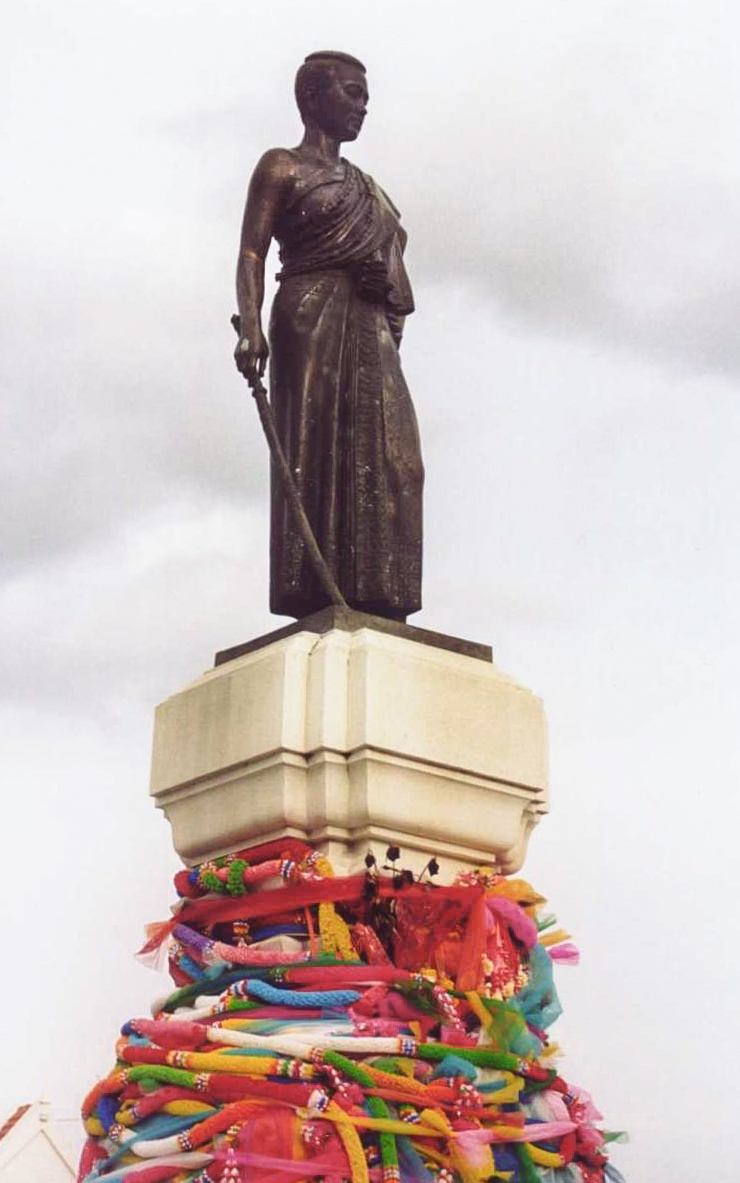
Статуя Тхаосуранари в городском парке Накхонратчасима

Тхаосуранари (тайск. ท้าวสุรนารี) в переводе означает «храбрая госпожа». Это официозный титул героини новейшей таиландской историографии Я-Мо (1777—1852) или «бабушки Мо» (ย่าโม), как ещё называют её в Таиланде. Она была женой вице-губернатора провинции Накхонратчасима, оплота Сиама в контроле территории своего лаосского вассала. Расценив Бёрнийские соглашения как признак слабости Сиама, король Вьентьяна Анувонг (1767—1827) предпринял попытку избавиться от вассалитета и под предлогом освобождения из рабства лаосцев в 1826 году направил в Корат три своих армии. В результате вторжения город пал, местное население было пленено и подвергнуто принудительному интернированию.
Различные источники противоречиво описывают «подвиг Я-Мо», предлагая варианты от опоения лаосских солдат до организации восстания на одном из привалов по дороге во Вьентьян. В любом случае они сходятся во мнении, что результатом её единоличного поступка якобы стало рассеяние и дезорганизация лаосской армии, в результате чего было выиграно время, необходимое для подхода подкрепления из Бангкока. В мае 1827 года генерал Сингсингхасени разгромил армии Анувонга, а затем почти полностью уничтожил столицу Вьентьян.
Титулование Тхаосуранари было пожаловано Я-Мо королём Рамой III в знак признания её «смекалки, решительности и храбрости». 15 января 1934 года в Корате была установлена статуя Тхаосуранари. Ежегодно у подножия памятника отмечается праздник, который сопровождается факельными шествиями, грандиозными фейерверками у четырёх городских ворот, выставкой народных костюмов, карнавальными экспозициями на исторические мотивы, а также светомузыкальным шоу, иллюстрирующим связанное с её именем реальное или мнимое событие.
В последнее время появились сомнения в достоверности истории Я-Мо, которая почти полностью могла быть фальсифицирована тайской националистической историографией в 1930-х годах. Эта тема особенно остро обсуждается не только профессиональными историками Лаоса и Таиланда, но и любителями истории этих стран.